# 1772

## Събития
- Даниъл Ръдърфорд открива азота.

## Родени
- Атанасиос Христопулос, гръцки поет и учен
- Емануил Папас, гръцки революционер
- Зафиракис Теодосиу, гръцки революционер
- 4 януари – Жан-Етиен Ескирол, френски психиатър
- 10 март – Фридрих фон Шлегел, немски културфилософ и литературовед
- 7 април – Шарл Фурие,
- 2 май – Новалис, немски поет
- 21 октомври – Самюъл Колридж, английски поет

## Починали
- 29 март – Емануел Сведенборг, шведски учен, философ и теолог